# Batrovci
Batrovci (cyr. Батровци) – wieś w Serbii, w Wojwodinie, w okręgu sremskim, w gminie Šid. W 2011 roku liczyła 259 mieszkańców.